# Sarah Vinci
Sarah Vinci (4 de diciembre de 1991) es una jugadora de baloncesto en silla de ruedas de 1 punto que juega para los Perth Western Stars en la Liga Nacional de Baloncesto en Silla de Ruedas de las Mujeres Australianas. Debutó con el equipo nacional femenino de baloncesto en silla de ruedas de Australia, conocido como los Gliders, en 2011, cuando jugó en la Copa de Osaka en Japón. Vinci representó a Australia en los Juegos Paralímpicos de Londres 2012 en el baloncesto en silla de ruedas, donde ganó una medalla de plata. Su más reciente aparición internacional fue en la Copa de Osaka de 2013.

## Vida personal
Vinci nació el 4 de diciembre de 1991 en Perth, Australia Occidental. Tiene espina bífida.  A partir de 2013, Vinci vive en Perth, y es estudiante. Ya ha asistido a un instituto de Educación Técnica y Superior (TAFE), donde obtuvo un certificado en medios digitales. Sarah es voluntaria en los cines comunitarios del Teletón para ayudar a apoyar a las organizaciones benéficas para niños.

## Carrera deportiva

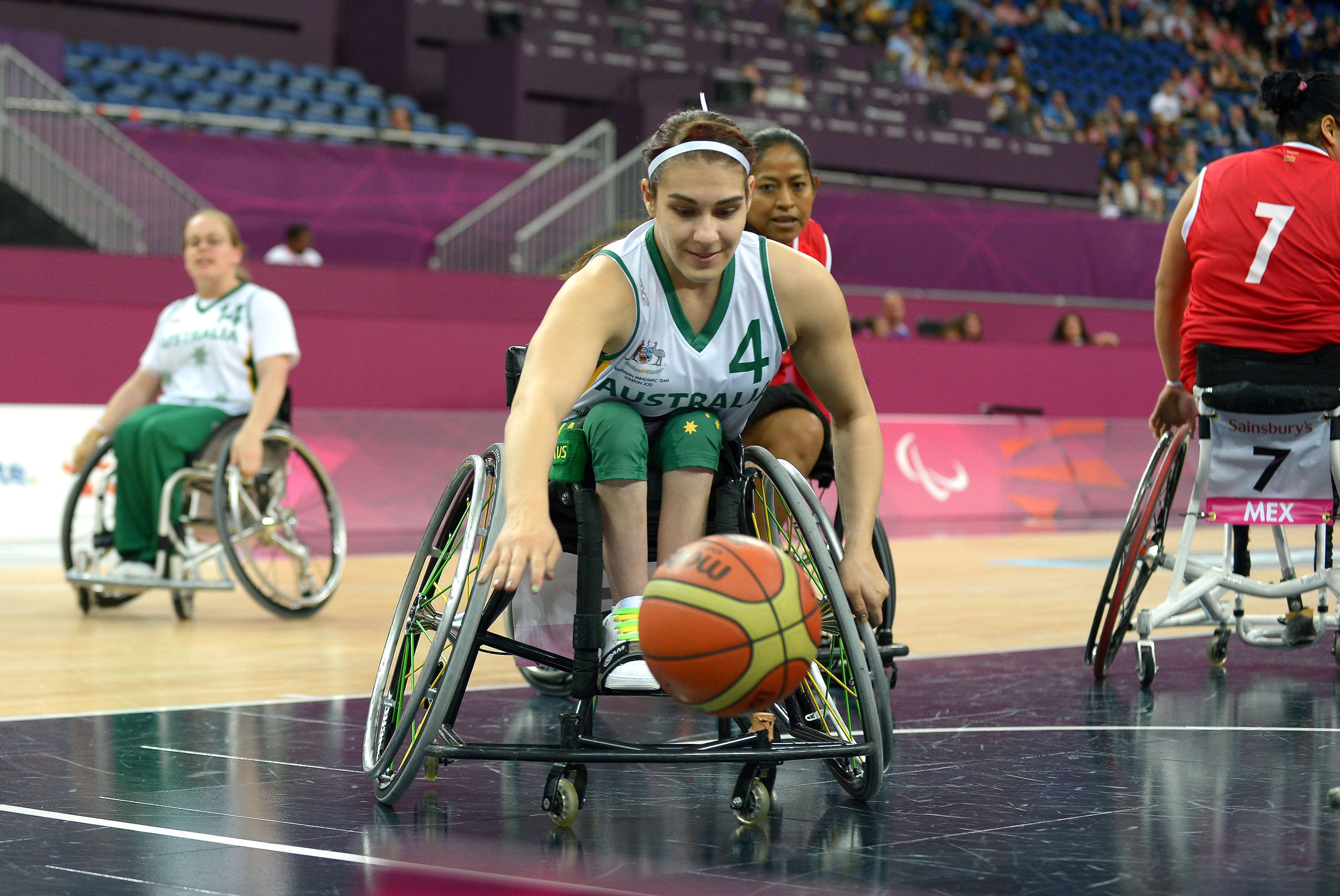
Vinci en los Juegos Paralímpicos de Londres 2012.

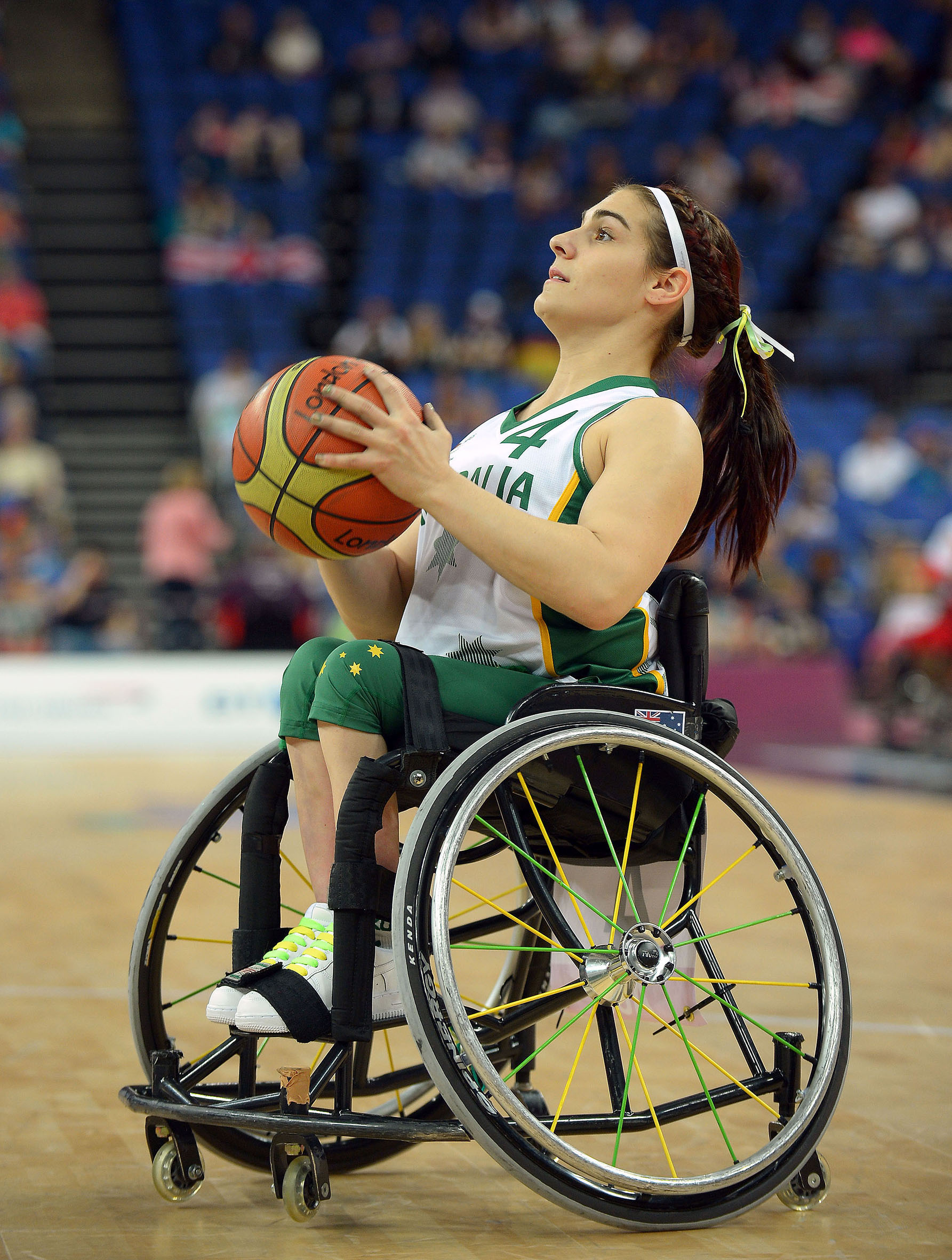
Vinci en los Juegos Paralímpicos de Londres 2012.

Vinci es una jugadora de baloncesto en silla de ruedas de un punto. Empezó a jugar al baloncesto en silla de ruedas en 2006.[3][5] Se unió a los Perth Western Stars en la Liga Nacional de Baloncesto en Silla de Ruedas Femenina (WNWBL) en 2009, y ha estado con el club hasta la temporada 2013.[3] En 2010, ganó el campeonato júnior de la liga, la Copa Kevin Coombs, cuando su equipo venció al equipo de Nueva Gales del Sur por 63-58. y ha permanecido en el club en la temporada 2013. En 2010, ganó el campeonato juvenil de la liga, la Copa Kevin Coombs, cuando su equipo venció al equipo de Nueva Gales del Sur por 63-58.
Fue seleccionada para participar en un campo de entrenamiento de la selección nacional en 2010,  e hizo su debut con el equipo nacional, universalmente conocido como los Gliders, al año siguiente, fue cuando jugó en la Copa de Osaka en Japón. Compitió en los Campeonatos Regionales de Asia y Oceanía de 2011, los Campeonatos Mundiales Sub-25 de 2011, y la Copa Mundial Paralímpica de BT de 2012, compitiendo en el partido final contra Alemania.
Vinci fue seleccionada para representar a Australia en los Juegos Paralímpicos de Londres 2012 en baloncesto en silla de ruedas. Los Juegos de Londres fueron sus primeros. Asistió a una ceremonia de despedida paralímpica en el Centro Estatal de Baloncesto de Perth a finales de julio.
En la fase de grupos, el equipo nacional femenino de baloncesto en silla de ruedas de Australia en los Juegos Paralímpicos de Londres 2012 obtuvo victorias contra Brasil, Gran Bretaña,  y los Países Bajos, pero perdió contra Canadá.«Gliders shocked by Canada» (en inglés). Basketball Australia. 2 de septiembre de 2012. Archivado desde el original el 29 de octubre de 2013. Consultado el 1 de febrero de 2013.</ref> Esto fue suficiente para que los Gliders avanzaran a los cuartos de final, donde vencieron a México. Los Gliders entonces derrotaron a los Estados Unidos por un punto para establecer un enfrentamiento final con Alemania. Los Gliders perdieron 44-58, y obtuvieron una medalla de plata.
En la Copa de Osaka de 2013, en Japón, Vinci y los Gliders defendieron con éxito el título que habían ganado anteriormente en 2008, 2009, 2010 y 2012.

## Estadísticas
| Competición | Temporada | Partidos | FGM–FGA | FG%  | 3FGM–3FGA | 3FG% | FTM–FTA | FT%  | PF | Pts | TOT | AST | PTS |
| WNWBL       | 2009      | 17       | 16–39   | 41.0 | —         | 0.0  | 2–6     | 33.3 | 9  | 34  | 1.8 | 0.4 | 2.0 |
| WNWBL       | 2010      | 17       | 15–27   | 55.6 | —         | 0.0  | —       | 0.0  | 8  | 30  | 1.6 | 0.4 | 1.8 |
| WNWBL       | 2011      | 19       | 35–106  | 33.0 | —         | 0.0  | 3–13    | 23.1 | 14 | 73  | 3.3 | 1.5 | 3.8 |
| WNWBL       | 2012      | 15       | 32–102  | 31.4 | —         | 0.0  | 3–8     | 37.5 | 16 | 67  | 2.9 | 1.1 | 4.5 |
| WNWBL       | 2013      | 19       | 31–91   | 34.1 | —         | 0.0  | 4–11    | 36.4 | 17 | 66  | 1.8 | 0.4 | 2.0 |

| FGM, FGA, FG%: tiros de campo realizados, intentados y porcentaje | 3FGM, 3FGA, 3FG%: tiros de campo de tres puntos marcados , intentados y porcentaje   |
| FTM, FTA, FT%: tiros libres realizados, intentados y porcentaje   | PF: faltas personales                                                                |
| Pts, PTS: puntos , promedio por juego                             | TOT: promedio de pérdidas de balón por juego, AST: promedio de asistencias por juego |